# Marcel Boishardy
Pour les articles homonymes, voir Boishardy.
Marcel Boishardy (né le 7 février 1945 à Rennes et mort le 23 septembre 2011 à Majorque,) est un coureur cycliste français, professionnel de 1973 à 1977.

## Biographie
Après sa carrière, il devient directeur sportif.

## Palmarès
- 1967
  -  Champion de Bretagne des sociétés
- 1971
  - Tour des Combrailles
  - Tour du Roussillon
  - 2e de la Ronde mayennaise
- 1972
  - 3e du Circuit des Deux Provinces
- 1977
  - 3e du championnat de France de demi-fond

## Résultats sur les grands tours

### Tour de France
1 participation
- 1973 : 44e